# Не забудь… станция Луговая
«Не забудь… станция Луговая» — советский художественный фильм, поставленный на киностудии «Ленфильм» в 1966 году режиссёрами Никитой Курихиным и Леонидом Менакером.
Премьера фильма состоялась 3 апреля 1967 года.

## Сюжет
В пассажирском поезде едут обыкновенные пассажиры: молодой человек (А. Демьяненко) и девушка (В. Лысенко): играют в «города»; третий попутчик в купе — отставной офицер Рябов (Г. Юматов). В ходе игры всплывает название станции — Луговая, а вот за окном показывается и сама станция — здесь десятиминутная стоянка и многие пассажиры спешат в буфет. Там Рябова узнаёт буфетчица — они познакомились здесь же во время войны. Произошла некоторая заминка, но герой садится в поезд и, казалось бы, уезжает, но на перегоне выпрыгивает из вагона и возвращается на станцию. Одновременно возвращается и прошедшая война, и все события (воинские эшелоны и эшелоны с беженцами, бомбёжка), связавшие главных героев.

## В фильме снимались
- Георгий Юматов — Георгий Алексеевич Рябов
- Алла Чернова — Люся Кудрявцева
- Валентина Владимирова — Мария Агафонова, тётя Маруся
- Валентина Кибардина — Анна Петровна Кудрявцева, мать Люси
- Пётр Меркурьев — близорукий студент-интеллигент
- Муза Крепкогорская — Ирина Сергеевна, бригадир поезда
- Олег Белов — старшина
- Николай Корн — Павел Николаевич, музыкант
- Елизавета Уварова — Ольга Владимировна, жена музыканта
- Вера Будрейко — Ирина Сергеевна, в вагоне с эвакуированными: дама с собакой на верхних нарах
- В. Баторов — эпизод
- Александр Демьяненко — сосед Рябова по купе, в мирное время
- Валентина Лысенко — Валя, соседка Рябова по купе
- Ира Шабунина — Верочка, племянница Люси
- Игорь Богданов — сын Агафоновой
- Татьяна Кольцова — девушка, идущая по разбомбленной станции (в титрах не указана)
- Валентина Пугачёва — женщина с ребёнком (в титрах не указана)
- Борис Сичкин — сосед Рябова по вагону, он же кавказец-покупатель в буфете станции Луговая (в титрах не указан)
- Роза Свердлова — пассажирка в теплушке

## Съёмочная группа
- Авторы сценария — Иосиф Ольшанский, Нина Руднева
- Режиссёры-постановщики — Никита Курихин, Леонид Менакер
- Главный оператор — Александр Чиров
- Главный художник — Всеволод Улитко
- Композитор — Яков Вайсбурд
- Звукооператор — Георгий Салье
- Костюмы — Н. Доброва
- Грим — В. Савельева
- Монтаж — Раиса Изаксон, Анастасия Бабушкина
- Оператор — Владимир Ковзель
- Художник-декоратор —  С. Головин
- Редактор — Дмитрий Молдавский
- Ассистенты:
режиссёра — Д. Александрова, Я. Нахамчук, Л. Бергер
оператора — Б. Александровский, А. Котов
- Комбинированные съёмки:
Оператор — Георгий Варгин
Художник — В. Соловьёв
- Оркестр Ленинградского Государственного Академического Малого театра оперы и балета
Дирижёр — Юрий Крамаров

## Критика
Кинокритик Михаил Белявский отметил, что картина получилась художественно неровной: «повествование ведется то упрощённо-примитивно, то поднимается до глубокого раскрытия чувств, до пафоса».